# Vesikko (підводний човен)
| «Весікко»                                                                     | «Весікко»                                                                                              | «Весікко»                                                                                              |
| ----------------------------------------------------------------------------- | --- | --- |
| Vesikko                                                                       | | |
|                                                                               | | |
| Фінський підводний човен «Весікко»                                            | | |
| Верф                                                                          | Crichton-Vulcan, Турку                                                                                 | Crichton-Vulcan, Турку                                                                                 |
| Під прапором                                                                  | Фінляндія                                                                                              | Фінляндія                                                                                              |
| Належність                                                                    | Військово-морські сили Фінляндії                                                                       | Військово-морські сили Фінляндії                                                                       |
| Порт приписки                                                                 | Турку, Гельсінкі                                                                                       | Турку, Гельсінкі                                                                                       |
| Замовлення                                                                    | 9 жовтня 1930                                                                                          | 9 жовтня 1930                                                                                          |
| Закладений                                                                    | 7 березня 1931                                                                                         | 7 березня 1931                                                                                         |
| Спуск на воду                                                                 | 10 травня 1933                                                                                         | 10 травня 1933                                                                                         |
| Введений до складу флоту                                                      | 30 квітня 1934                                                                                         | 30 квітня 1934                                                                                         |
| На службі                                                                     | 1934–1946                                                                                              | 1934–1946                                                                                              |
| Сучасний статус                                                               | у 1946 році перероблений на корабель-музей у Суоменлінні                                               | у 1946 році перероблений на корабель-музей у Суоменлінні                                               |
| Бойовий досвід                                                                | Друга світова війна Зимова війна Війна-продовження * Кампанія на Балтійському морі                     | Друга світова війна Зимова війна Війна-продовження * Кампанія на Балтійському морі                     |
| Проєкт                                                                        | | |
| Тип ПЧ                                                                        | прибережний підводний човен                                                                            | прибережний підводний човен                                                                            |
| Основні характеристики                                                        | | |
| Швидкість (надводна)                                                          | 13 вузлів (24 км/год)                                                                                  | 13 вузлів (24 км/год)                                                                                  |
| Швидкість (підводна)                                                          | 8 вузлів (15 км/год)                                                                                   | 8 вузлів (15 км/год)                                                                                   |
| Гранична глибина занурення                                                    | 150 м                                                                                                  | 150 м                                                                                                  |
| Дальність плавання                                                            | 1 350 миль (2 500 км) на швидкості 8 вузлів (надводна) 40 миль (74 км) на швидкості 4 вузли (підводна) | 1 350 миль (2 500 км) на швидкості 8 вузлів (надводна) 40 миль (74 км) на швидкості 4 вузли (підводна) |
| Екіпаж                                                                        | 16 офіцерів та матросів                                                                                | 16 офіцерів та матросів                                                                                |
| Розміри                                                                       | | |
| Довжина найбільша (по КВЛ)                                                    | 40,9 м                                                                                                 | 40,9 м                                                                                                 |
| Ширина корпусу найб.                                                          | 4,076 м                                                                                                | 4,076 м                                                                                                |
| Висота                                                                        | 8,18 м                                                                                                 | 8,18 м                                                                                                 |
| Середня осадка (по КВЛ)                                                       | 3,79 м                                                                                                 | 3,79 м                                                                                                 |
| Водотоннажність надводна                                                      | 254 тонни                                                                                              | 254 тонни                                                                                              |
| Силова установка                                                              | | |
| Дизель-електрична: 2 дизельні двигуни MWM RS 127 S 2 мотор-генератори Siemens | | |
| Гвинти                                                                        | 2 | 2 |
| Потужність                                                                    | 2 × 345 к.с. (дизелі) 2 × 180 к.с. (електродвигуни)                                                    | 2 × 345 к.с. (дизелі) 2 × 180 к.с. (електродвигуни)                                                    |
| Озброєння                                                                     | | |
| Торпедно- мінне озброєння                                                     | 3 × 533-мм торпедних апарати 5 торпед                                                                  | 3 × 533-мм торпедних апарати 5 торпед                                                                  |
| ППО                                                                           | 1 × 20-мм автоматична гармата Madsen 1 × 12,7-мм зенітний кулемет                                      | 1 × 20-мм автоматична гармата Madsen 1 × 12,7-мм зенітний кулемет                                      |
| Електроніка                                                                   | 2 × 6 Atlas Werke                                                                                      | 2 × 6 Atlas Werke                                                                                      |

«Весікко» (фін. Vesikko) — військовий корабель, прибережний підводний човен, що перебував у складі Військово-морських сил Фінляндії у роки Другої світової війни.

## Історія створення
Підводний човен «Весікко» був закладений 7 березня 1931 року на верфі компанії «Крайтон-Вулкан» у місті Турку як човен CV-707. 10 травня 1933 року він був спущений на воду. Між 1933 та 1934 роками німецькі моряки проводили випробування підводного човна в районі архіпелагу Турку. 30 квітня 1934 року корабель уведений в експлуатацію. 1936 році після випробувань CV-707 був викуплений фінськими ВМС і отримав ім'я «Весікко».
«Весікко» був замовлений голландською інженерною компанією Ingenieurskantoor voor Scheepsbouw у 1930 році як комерційний прототип підводного човна, який був прототипом німецьких підводних човнів типу II. Придбаний Фінляндією перед Другою світовою війною, брав участь у Зимовій війні та Війні-продовженні; за цей час здобув лишень одну перемогу, потопивши радянське торгове судно «Виборг». Після виходу Фінляндії з війни у 1944 році «Весікко» вивели з експлуатації та перевели до резерву. Після війни Фінляндії заборонили експлуатувати підводні човни, і човен якісь час зберігали, поки не перетворили на корабель-музей.
«Весікко» був одним із п'яти підводних човнів, які перебували на озброєнні ВМС Фінляндії. Інші чотири були трьома великими човнами типу «Ветегінен»: «Ветегінен», «Весіхіісі», «Іку-Турсо» та малим «Саукко». Слово «Весікко» — фінська назва європейської норки.

## Історія служби
Згідно з угодою між Міністерством оборони Фінляндії та компанією «Крайтон-Вулкан», Фінляндія домовилася про придбання дослідного німецького підводного човна CV-707 у серпні 1934 року. Після того, як фінський парламент схвалив придбання у 1936 році, підводний човен увійшов до складу ВМС Фінляндії під назвою «Весікко».

### Зимова війна
30 листопада 1939 року «Весікко» був відправлений разом із «Весіхіісі» в район Ханко, коли кілька радянських надводних кораблів прямували до цього району. Однак підводний човен не встиг прибути вчасно, щоб перехопити крейсер «Кіров» та кораблі його супроводу. «Весікко» зміг підійти достатньо близько, щоб побачити крейсер, але не зміг вийти на вогневу позицію, оскільки йому довелося ухилитися від обстрілу.
Коли 17 грудня і два наступні дні радянські війська направили лінкор «Жовтнева революція» для бомбардування фінських позицій у Койвісто, ВМС Фінляндії вирішили відправити «Весікко» на перехоплення. Однак до того часу, коли підводний човен досяг району через день, радянський лінкор «Марат», який обстрілював у цей день, вже відійшов, і температура впала до -15 °C, що не дозволило підводному човну занурюватися.

### Війна-продовження
Влітку 1941 року всі фінські підводні човни були знову підготовлені до бойових дій і відпливли у визначену район у Фінській затоці. Операційною базою «Весікко» мав стати острів Вахтерпяа поблизу міста Ловійса. Коли 25 червня Радянський Союз вчергове напав на Фінляндію і почалася Війна-продовження, всім підводним човнам було наказано патрулювати східну частину Фінської затоки. 3 липня 1941 року «Весікко» потопив радянське торгове судно «Виборг» водотоннажністю 3500 тонн на схід від острова Гогланд. Атака була здійснена з відстані 700 метрів від цілі; перша торпеда була запущена о 13:25, яка влучила в корму цілі. Ціль зупинилася, але не затонула, тому «Весікко» випустив ще одну торпеду, яка не вибухнула. Дуже скоро після атаки на судно три радянські патрульні катери почали переслідувати фінський човен і намагалися знищити його глибинними бомбами та надати допомогу пошкодженому кораблю, але не змогли виконати жодного завдання. О 14:15 3 липня «Виборг» затонув.

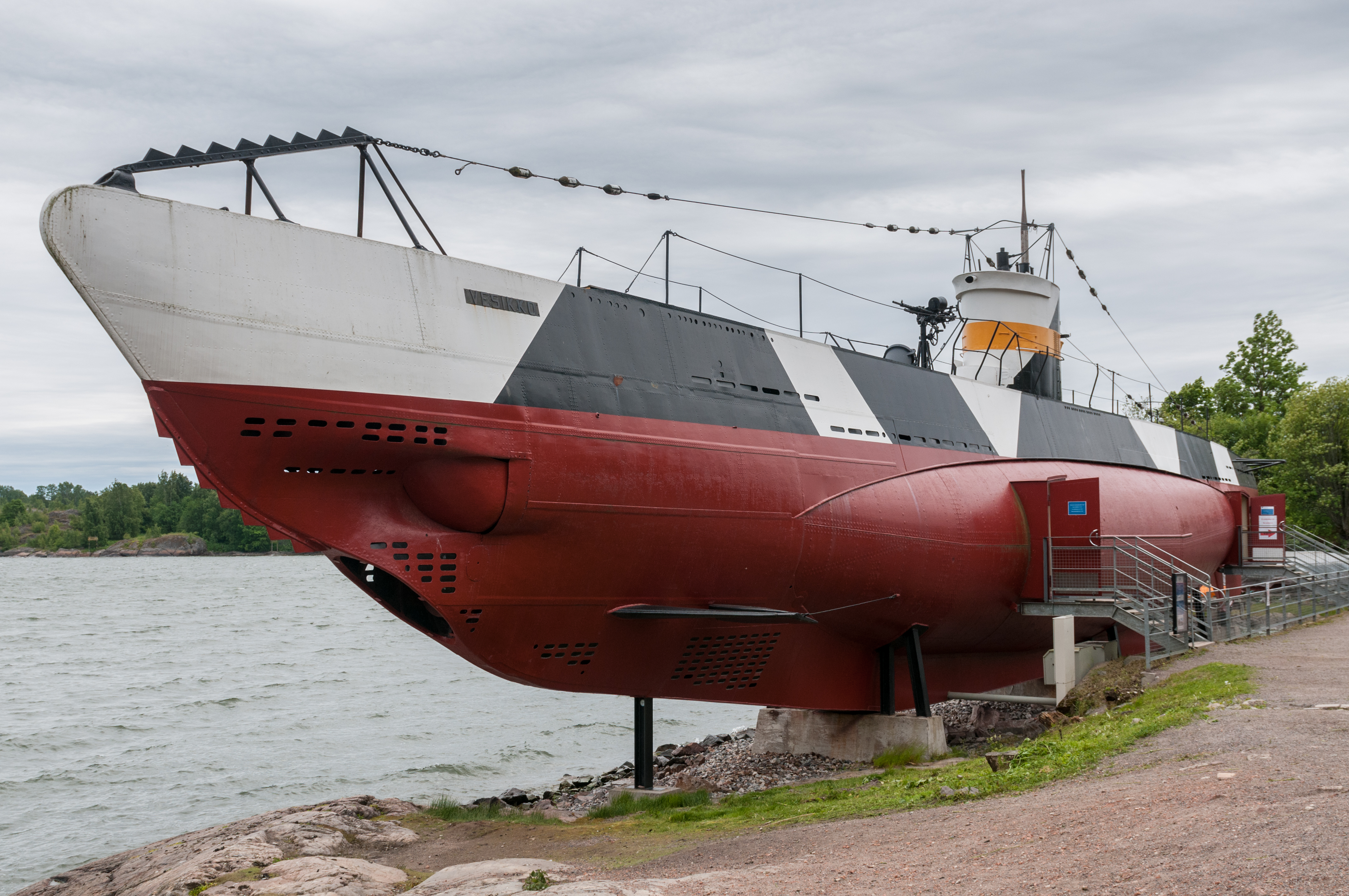
Фінський підводний човен — музей «Весікко». 30 червня 2017

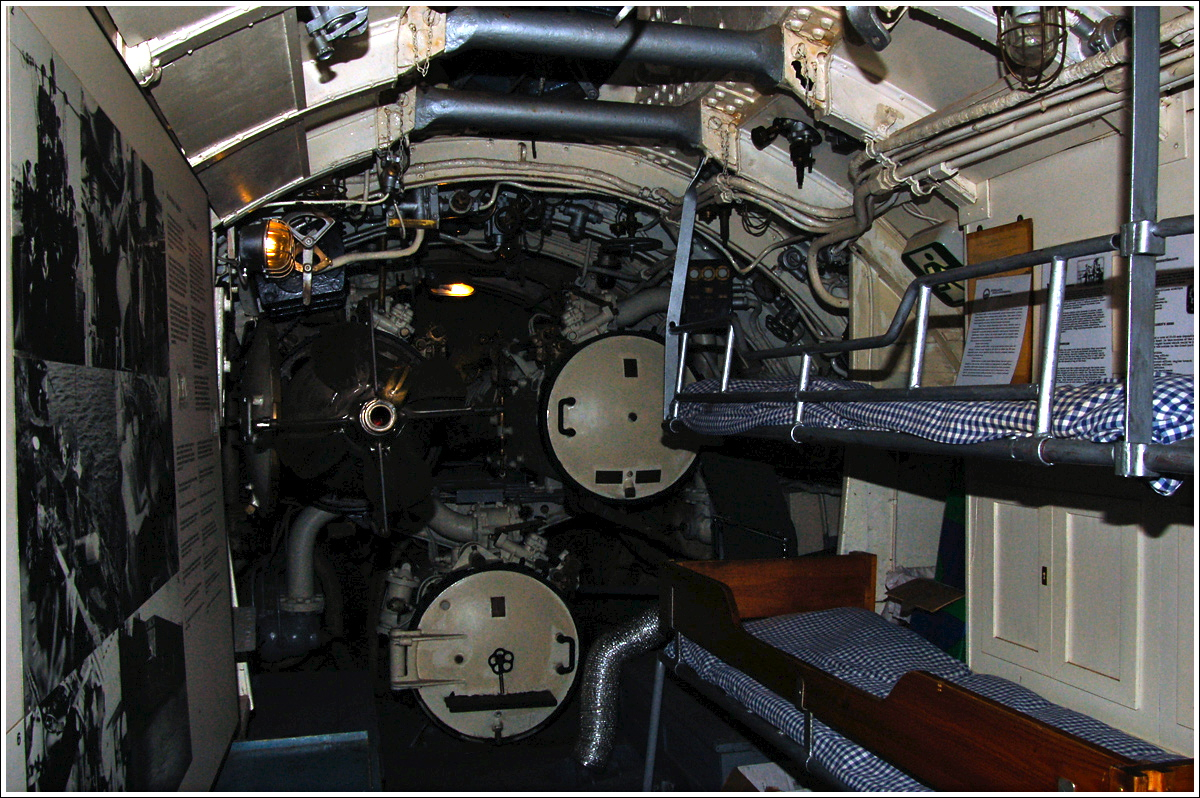
Внутрішне обладнання підводного човна

Пізніше радянська історіографія применшувала значення затоплення «Виборга», наполягаючи на тому, що кілька підводних човнів і німецьких морських бомбардувальників одночасно атакували судно і що проти нього було запущено понад двадцять торпед. Восени 1941 року «Весікко» діяв з Гельсінкі і здійснив три патрулювання до берегів Естонії. У 1942 році, оснащений стійкою для глибинних бомб, човен виконував функції щодо супроводу конвоїв в Аландському морі та полював на підозрювані ворожі підводні човни на підступах до Гельсінкі.
На початку червня 1944 року «Весікко» супроводжував конвої, які евакуювали людей з Карельського перешийка. У зв'язку з перемир'ям між Фінляндією та Радянським Союзом, 19 вересня 1944 року «Весікко» отримав наказ повернутися до порту. Останній раз підводний човен відплив як бойовий корабель ВМС Фінляндії в грудні 1944 року.
Під час війни командирами підводного човна були декілька офіцерів: лейтенант Кауко Пекканен (1939), капітан-лейтенант Олаві Айтола (1940 і 1941), капітан-лейтенант Антті Лейно (1942), капітан-лейтенант Пентті Айраксінен (1942), капітан-лейтенант Ееро Паккала (1943), капітан-лейтенант Олаві Сір'янен (1943) та капітан-лейтенант Лаурі Парма (1944).